# Çufut Qale

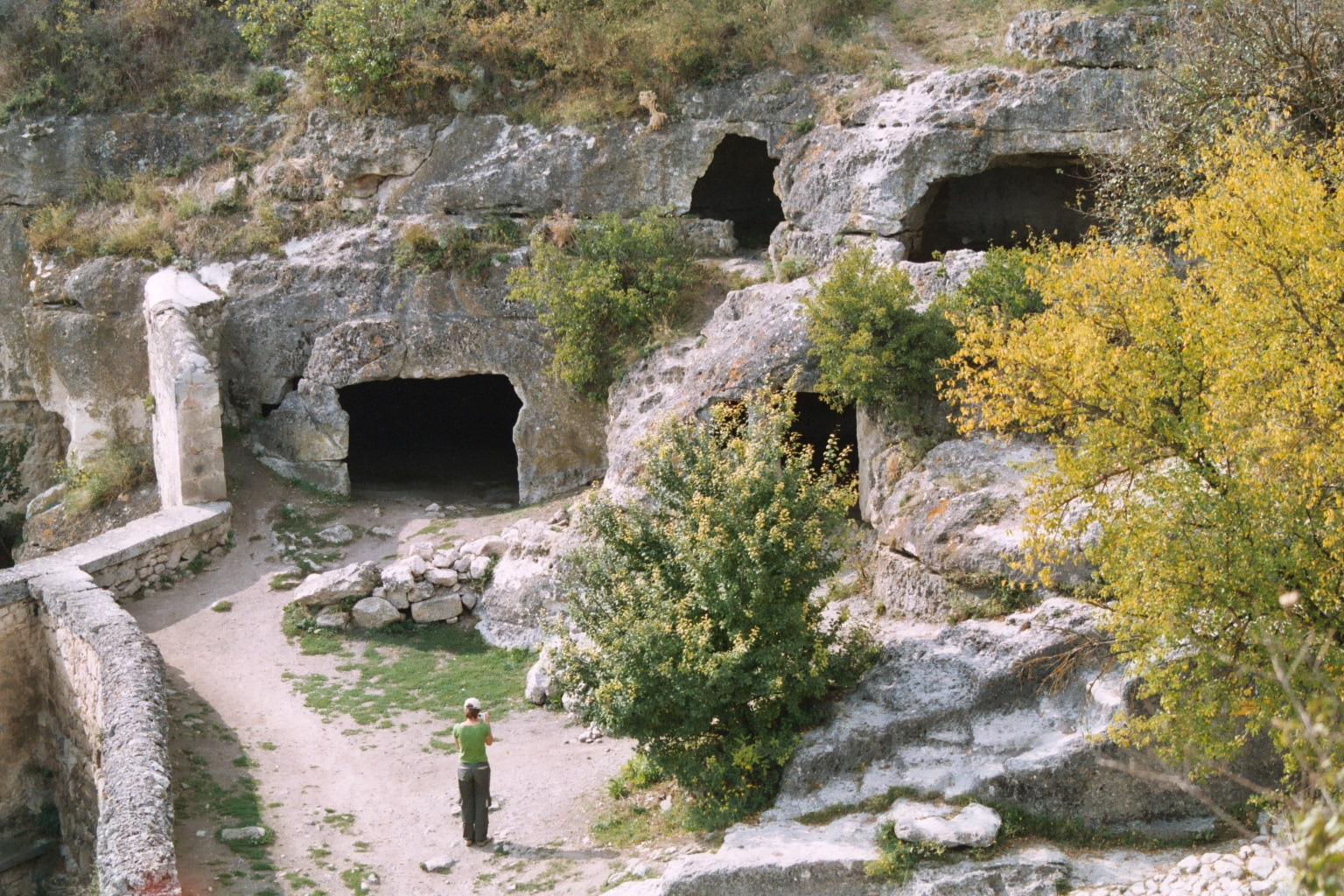
Çufut Qale.

Çufut Qale este o cetate medievală în Munții Crimeii la 3 km est de Bahcisarai. Ea este monumentul național al culturii karaite din Crimeea.
În tătara crimeeană și turcă Çufut Qale înseamnă ”Cetatea Evreiască” (çufut/çıfıt - evreu, qale/kale - cetate), în timp ce karaiții crimeeni o numesc pur și simplu ”Cetatea”, considerând locul un centru istoric al comunității lor din Crimeea. În evul mediu era cunoscută sub numele de Qırq Yer (trad: Locul Celor Patruzeci), iar pentru karaiți, care constituiau majoritatea populației în așezare, era Sela' ha-Yehudim (trad: Stânca Evreilor).

## Etimologie
- Чуфут-Кале (în rusă, transliterat: Ciufut-Kale) este menționată în literatura științifică sovietică[4] și în lucrările autorilor karaiți care au folosit rusa în a doua jumătate a sec. XIX și în perioada sovietică[5], cum ar fi de exemplu Seraia Șapșal[6].
- Juft Qale este folosită de liderii contemporani ai karaiților crimeeni, care susțin că este numele original al cetății (traducere din turcă: Cetatea Dublă) și că a evoluat pe parcursul timpului ”într-un nume greșit , dar mai ușor de pronunțat Ciufut-Kale sau Ciuft-Kale”[1].
- Qırq Yer, Qırq Or, Kyrk-Or, Gevher Kermen Çufut-Qale, Çıfut-Qalesi[7] - denumirile din timpul Hanatului Crimeii.
- Kale (karaimă: קלעה, къале, kale - cetate)[8][9].
- Sela Yuhudim (ebraică: סלע יהודים‎‎ - ”Stânca Evreilor”), a fost folosită în literatura karaită crimeeană până în a doua jumătate a sec. XIX[2][10][3].
- Sela ha-Karaim (ebraică: סלע הקראים‎‎ - "Stânca Karaiților") - utilizată de karaiții crimeeni începând cu a doua jumătate a sec. XIX[11].

## Istorie
Cercetătorii nu au o părere unanimă în privința originii cetății. Orașul a fost probabil o așezare fortificată la periferia Imperiului Bizantin în sec. V-VI. Alții afirmă că așezarea fortificată a apărut în sec. X-XI. În perioada timpurie a istoriei sale orașul a fost populat în special de alani, cel mai puternic dintre triburile sarmate. Ei au început să pătrundă în Crimeea în sec. II p.Chr. După ce s-au stabilit în regiunile muntoase ale Crimeii, alanii au adoptat creștinismul. Sursele scrise din sec. XIII menționează cetatea sub denumirea de Kyrk-Or (trad: Patruzeci de Fortificații). Acest nume s-a păstrat până la mijlocul sec. XVII. Hoarda tătară a lui Nogai Han a făcut o incursiune în peninsula Crimeea în 1299 și Kyrk-Or a fost una dintre așezările prădate de acesta. După ce au preluat controlul asupra orașului, tătarii și-au încartiruit propria garnizoană acolo. La începutul sec. XV tătarii le-au permis meșteșugarilor karaiți să se stabilească în fața liniei estice de fortificație și au construit un al doilea zid defensiv pentru a-i proteja, astfel formându-se o nouă parte a orașului.
În sec. XV primul han al Crimeii, Hadji Ghirai I, înțelegând avantajele pe care le prezenta cetatea, a transformat partea veche a orașului în reședința sa fortificată. După înfrângerea Hoardei de Aur, Hanatul Crimeii a devenit mult mai puternică. În schimb importanța lui Kyrk-Or ca fortificație a decăzut și hanul Crimeii, Mengli Ghirai, a mutat capitala la Bahcisarai. Aceasta și-a păstrat însă funcția de cetate și de temniță pentru prizonierii aristocrați. La mijlocul sec. XVII tătarii au părăsit așezarea, acolo rămânând doar karaiții și câteva familii de crîmceaci - evreii nu aveau dreptul să se stabilească în alte orașe ale Hanatului Crimeii. Tătarii îi considerau evrei pe karaiți, astfel că așezarea a căpătat treptat denumirea de Çufut Qale, ceea ce în turcă înseamnă ”Cetatea Evreiască”, cu înțeles negativ și disprețuitor.
După cucerirea și anexarea Crimeii de către Imperiul Rus locuitorii cetății aveau dreptul să se mute oriunde pe peninsulă. De atunci Çufut Qale a fost treptat părăsită, iar de la mijlocul sec. XIX așezarea nu a mai avut niciun locuitor.

## Legende
Există mai multe legende legate de acest loc. Potrivit uneia dintre ele cetatea era numită odată "Qırq Yer" deoarece hanii Mengli Ghirai și Tohtamîș au adus cu ei acolo patruzeci de familii karaite și în cinstea lor au numit-o ”Locul Celor Patruzeci”.
O altă legendă, promovată de karaiți fiindcă ar demonstra vechimea sectei lor, spune că ei au fost aduși în regiune din Persia pe vremea Exilului babilonian. Primii locuitori ai orașului au avut o influență considerabilă asupra vecinilor lor, hazarii. Hahamul Abraham Firkovici, care era foarte priceput în falsificarea inscripțiilor funerare și manuscriselor, a insistat că a găsit în cimitirul din Çufut Qale pietre funerare datate din sec. VI a.Chr., și că a descoperit mormântul lui Sangari. Potrivit lui Abraham Harkavi, însă, cel mai timpuriu epitaf din cimitir este din 1203, iar mormintele nu aparțin karaiților, ci crîmceacilor.

## Galerie

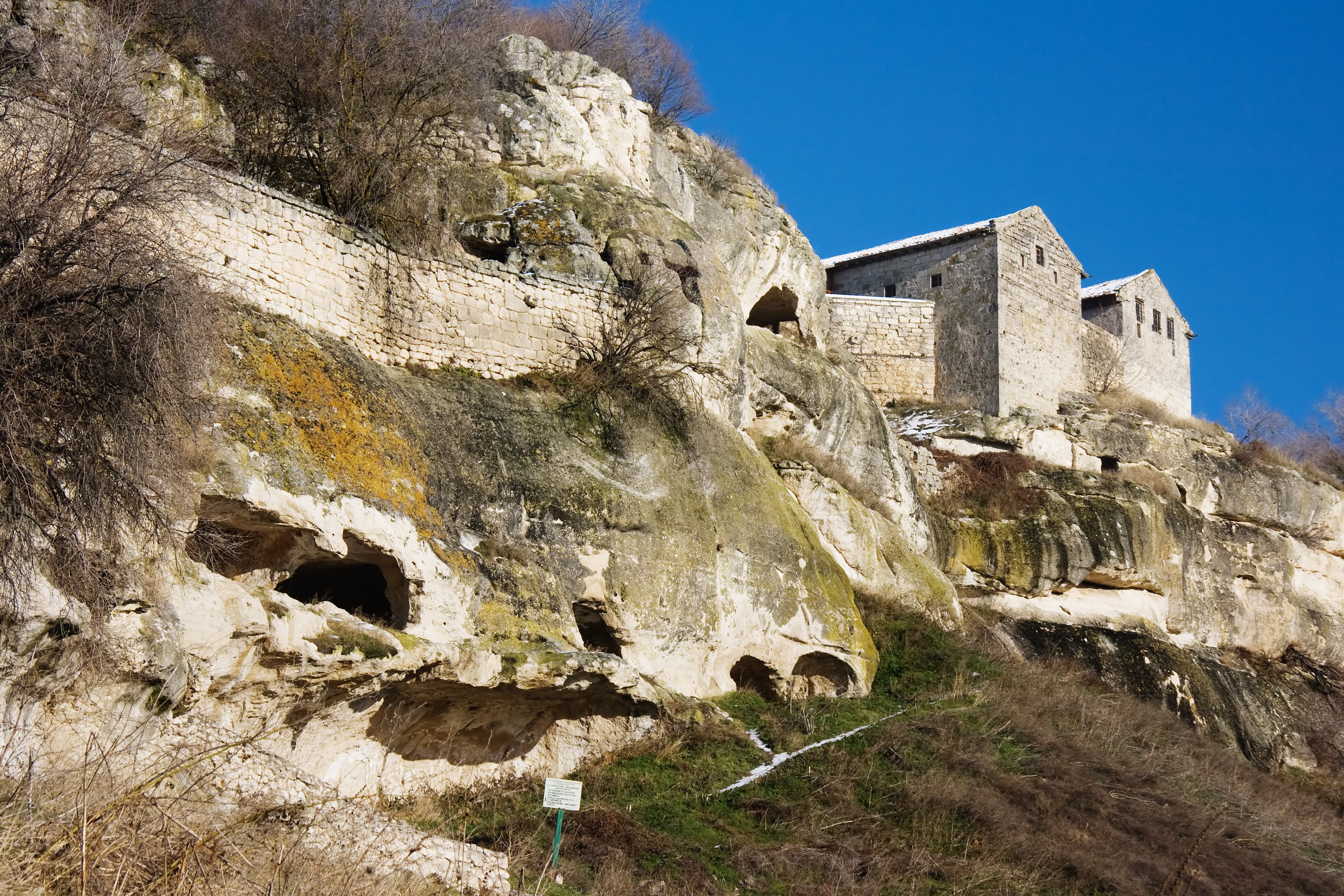
Sinagogile (kenesa)
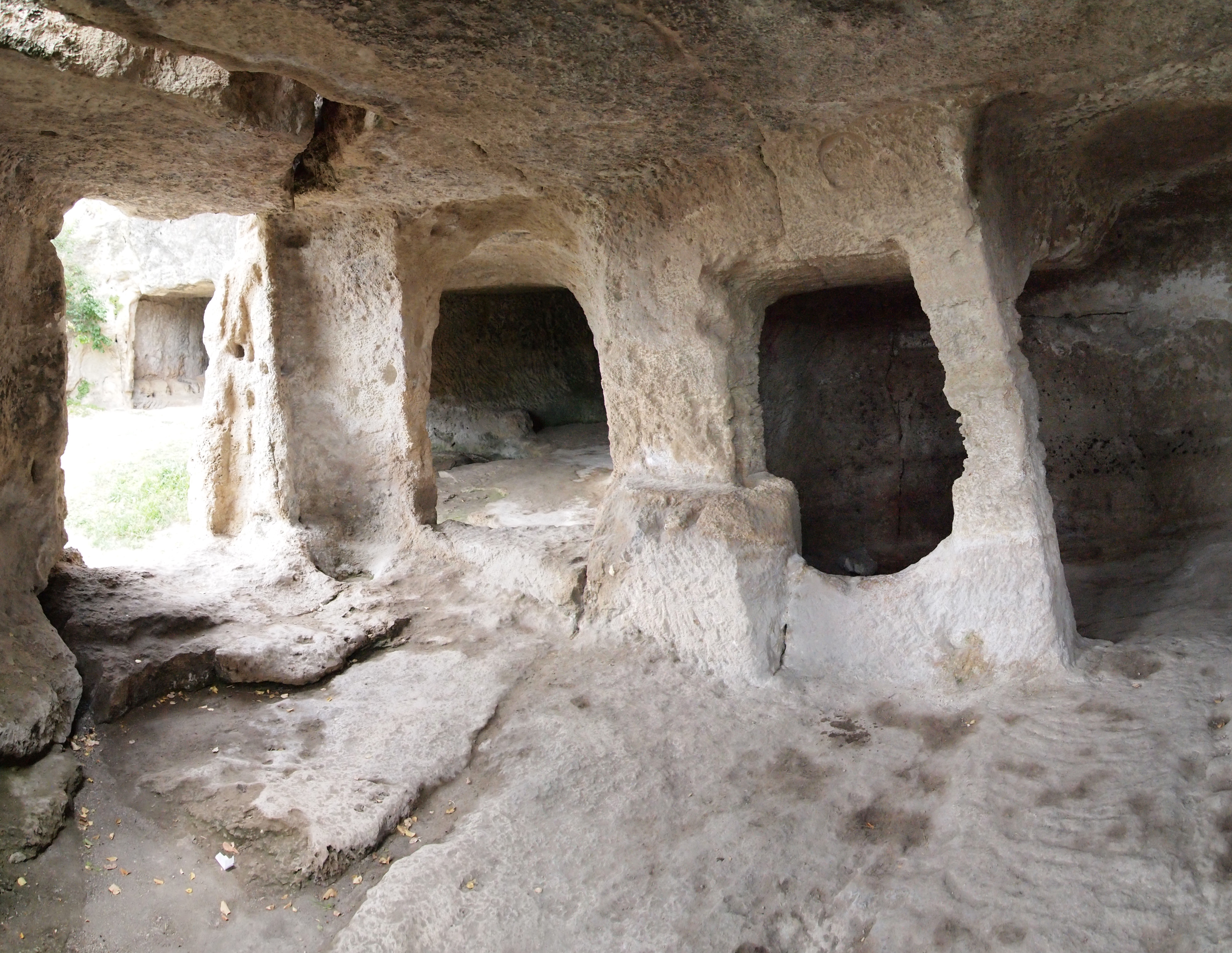
În interiorul unei peșteri
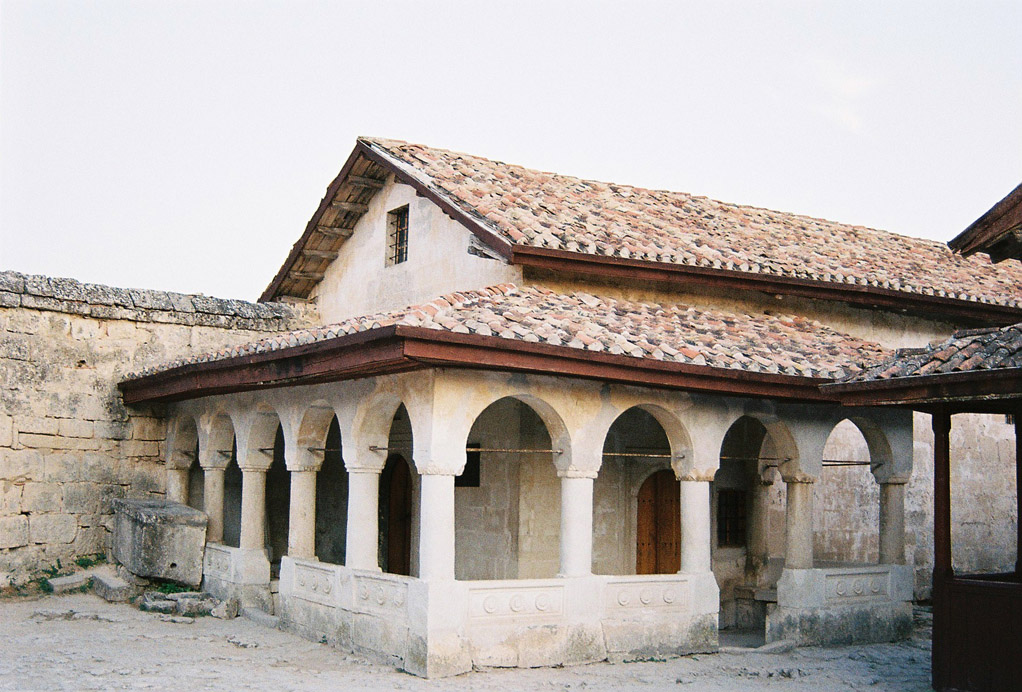
Una dintre sinagogi (kenesa)
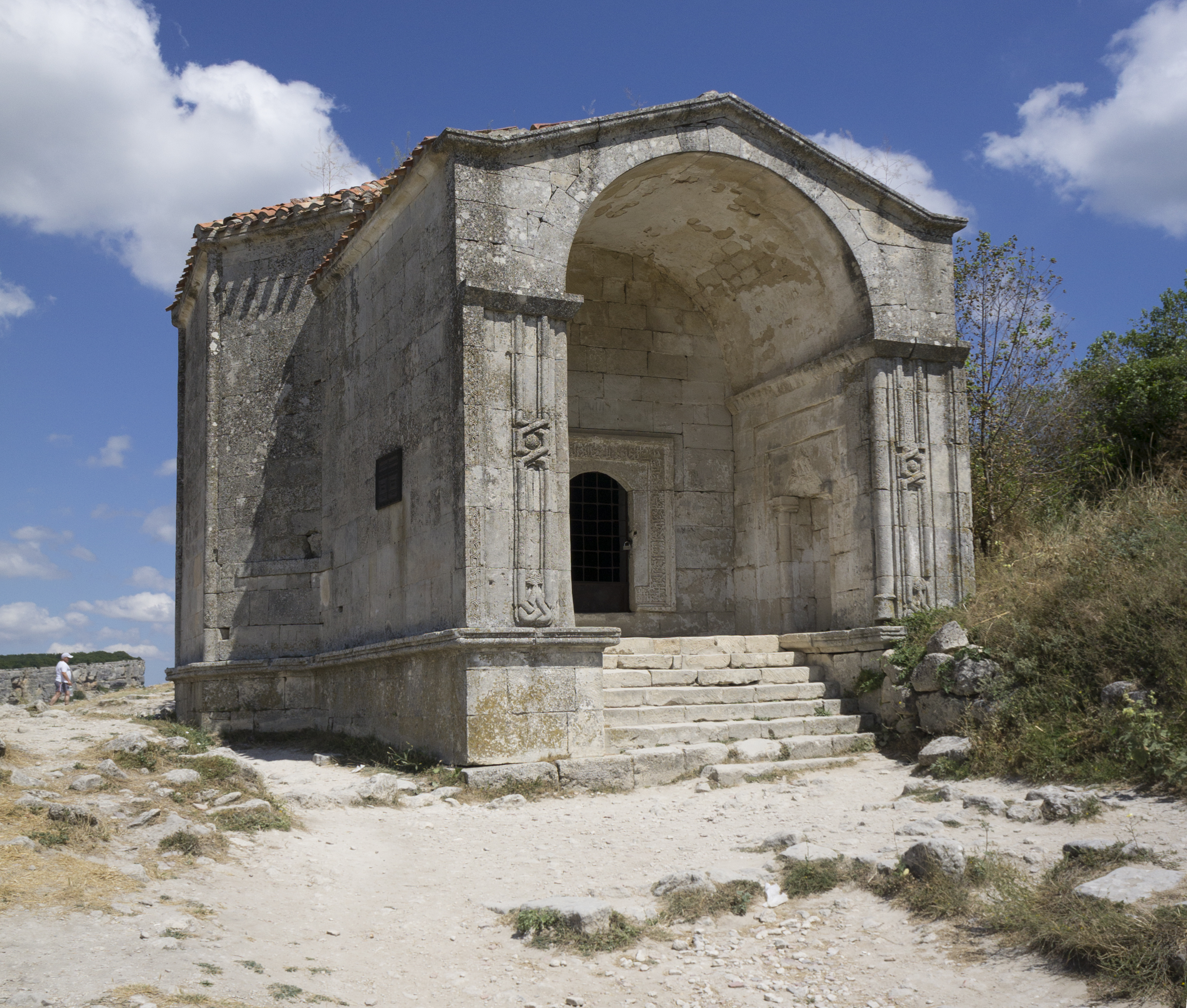
Mausoleul lui Djanike-Hanîm, fiica lui Tohtamîș
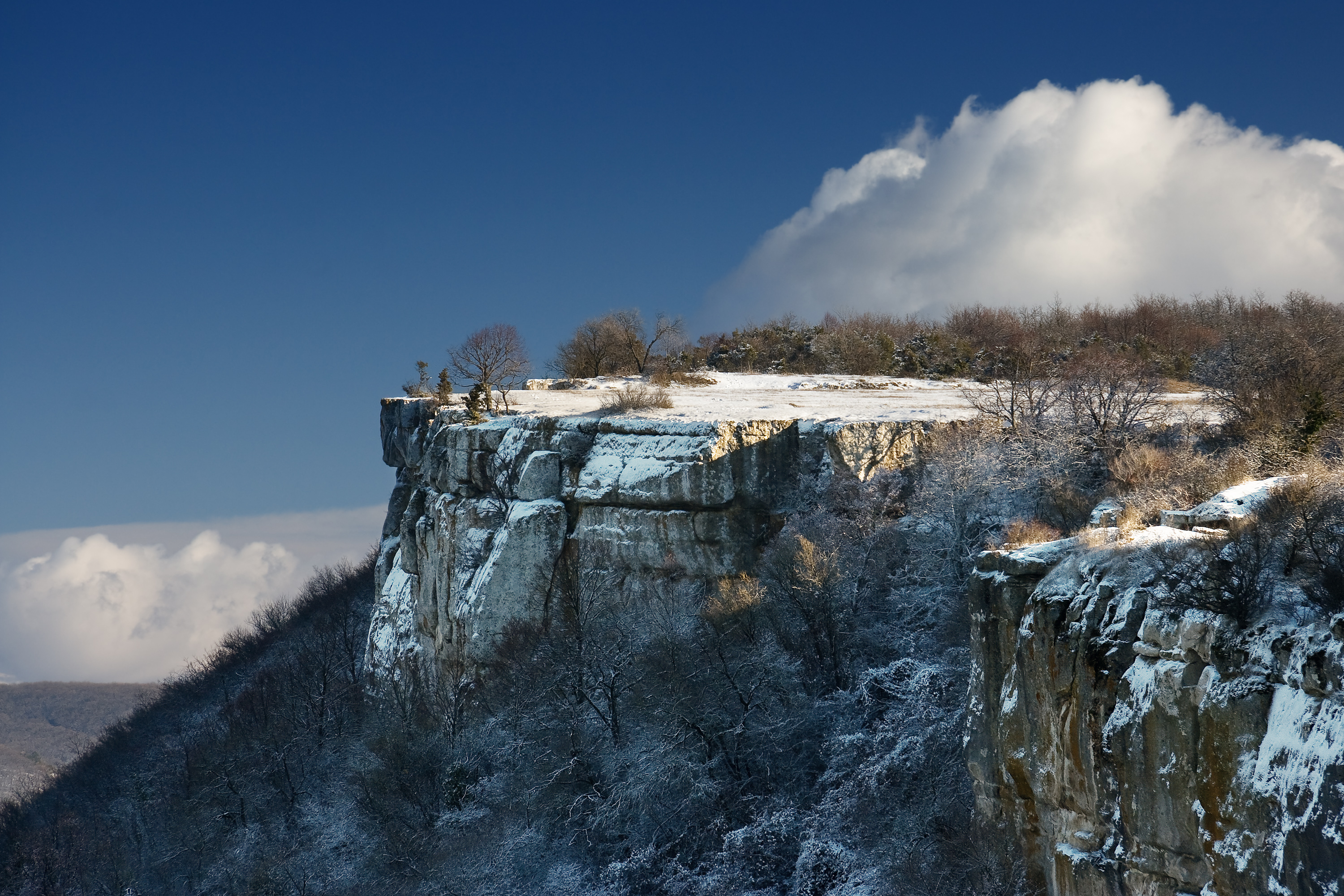
Panorama stâncii
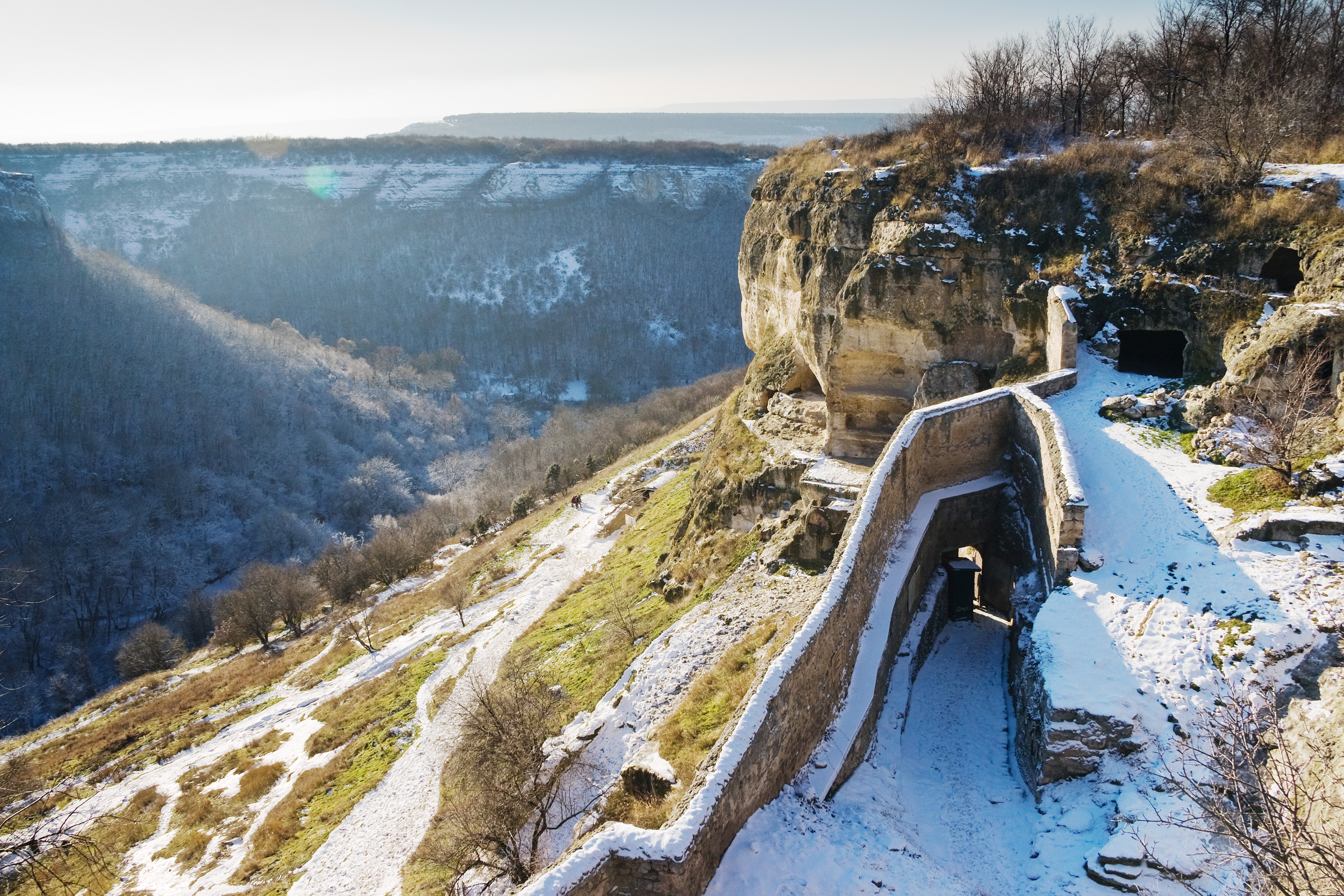
Panoramă cu zidurile și peșterile cetății